# Камден (Делавэр)
Камден (англ. Camden) — город в округе Кент в штате Делавэр США. По данным переписи 2020 года, численность населения составляла 3715 человек.

## Население
| 2000 | 2010  | 2020  |
| ---- | ----- | ----- |
| 2100 | ↗3464 | ↗3715 |